# Pet Airways
Pet Airways es una aerolínea estadounidense diseñada exclusivamente para mascotas. Es la primera aerolínea especialmente para mascotas, la empresa fue fundada por Dan Wiesel y Alysa Binder en Delray Beach, Florida que obtuvieron la idea cuando planeaban un viaje a Jack Russell Terrier. Se desconoce si la aerolínea fue fundada por inversionistas privados, pero Wiesel y Binder no dieron detalles.
Actualmente, la mayoría de las mascotas viajan en las aeronaves de cargo o en jaulas para animales. La experiencia es aterradora para las mascotas, y puede herirlos y marearlos, incluso matarlos. Esto es lo que la mayoría de los dueños no quieren que pase, pero ellos no tienen otra alternativa, hasta ahora." dijo Wiesel.

## Destinos
La aerolínea empezó a operar el 14 de julio de 2009 y empezó a operar en 5 ciudades, Nueva York, Baltimore/Washington D. C., Chicago, Denver y Los Ángeles a un costo de $150.
Los vuelos pueden ser registrados en «pawsengers» y hacer el chequeo en un salón para mascotas en el aeropuerto. Durante el vuelo, las mascotas están bajo cuidado y monitoreo por azafatas entrenadas. Cuenta con un sistema de clima controlado desde la cabina para garantizar la comodidad de las mascotas. Los dueños también pueden revisar el paradero de sus mascotas en su página web. El avión que se usa es uno de 19 asientos y dos motores Beech 1900.